# Präsidentschaftswahl in Frankreich 1965
Die Präsidentschaftswahl in Frankreich 1965 fand am 5. und 19. Dezember statt und war die zweite Präsidentschaftswahl in der Fünften Republik. Erstmals waren dabei die französischen Staatsbürger aufgerufen, gemäß einer 1962 per Referendum durchgesetzten Verfassungsänderung den neuen Präsidenten direkt zu wählen. Bei der ersten Präsidentschaftswahl 1958 wurde der Präsident noch durch ein Wahlmännergremium aus Repräsentanten verschiedener Ebenen des französischen Staats und seiner Kolonialgebiete gewählt. Sieger der Französischen Präsidentschaftswahl 1965 war Amtsinhaber Charles de Gaulle, der im ersten Wahlgang am 5. Dezember die erforderliche absolute Mehrheit verfehlte und erst im zweiten Wahlgang am 19. Dezember gewählt wurde.

## Wahlmodus
Am 5. Dezember 1965 fand der erste Wahlgang statt. Zum Präsidenten gewählt war derjenige Kandidat, der die absolute Mehrheit der gültigen Stimmen erreicht. Sollte kein Kandidat die absolute Mehrheit erreichen, würden die beiden stimmenstärksten Kandidaten des ersten Wahlgangs zwei Wochen später in einer Stichwahl gegeneinander antreten, bei der der Kandidat mit den meisten Stimmen zum Präsidenten gewählt ist.

## Erster Wahlgang

### Kandidaten
Charles de Gaulle, Amtsinhaber, ging als hoher Favorit in die Wahl. Er trat für die weitere Etablierung der maßgeblich von ihm begründeten Fünften Republik ein. Er sah sich – in Abgrenzung zu den Verhältnissen der Vierten Republik – als über den Parteien stehende Persönlichkeit. Seine Union pour la nouvelle République – Union démocratique du travail, auf die er sich stützte, war wenig mehr als ein Wahlbündnis zur Unterstützung seiner Person und seiner Politik. Auch um sich so lange wie möglich aus dem Wahlkampfgetümmel herauszuhalten, kündigte er seine Kandidatur erst relativ spät, gut einen Monat vor dem ersten Wahlgang, offiziell an.
- François Mitterrand, Vorsitzender der kleinen Linkspartei Convention des institutions républicaines (CIR), war es gelungen, die Unterstützung der sozialistischen Partei SFIO, der kommunistischen PCF sowie einiger kleinerer Linksparteien zu gewinnen und trat damit als gemeinsamer Kandidat der französischen Linken an. Als solcher führte er einen kraftvollen Oppositionswahlkampf gegen de Gaulle.
- Jean Lecanuet trat als Kandidat der zentristischen Parteien an. Im politischen Spektrum ähnlich verortet wie de Gaulle, präsentierte sich der damals 45-Jährige als moderne Alternative zum dreißig Jahre älteren General. Zu Beginn des Wahlkampfes noch relativ wenig bekannt, setzte er unter dem Eindruck des amerikanischen Präsidentschaftswahlkampfs Kennedy-Nixon 1960 verstärkt auf moderne Wahlkampfmittel wie Fernsehauftritte, PR-Beratung und Meinungsumfragen.
- Jean-Louis Tixier-Vignancour war unabhängiger Kandidat der extremen Rechten sowie der nach dem Algerienkrieg ins Mutterland geflüchteten, weitgehend antigaullistisch eingestellten Algerienfranzosen.
- Pierre Marcilhacy, Parti libéral européen
- Marcel Barbu, unabhängiger Kandidat

### Wahlkampf
De Gaulles Wiederwahl erschien während des gesamten Wahlkampfs als sehr wahrscheinlich; fraglich war in erster Linie, ob er bereits im ersten Wahlgang die absolute Mehrheit erringen konnte. Folglich versuchte er sein Image als Präsident aller Franzosen über die Wahl hinaus aufrechtzuerhalten und hielt sich persönlich vom Wahlkampf lange weitgehend fern. Er lehnte es zunächst sogar ab, seine ihm wie den anderen Kandidaten zugewiesene Redezeit im Fernsehen wahrzunehmen, bis er sich aufgrund schlechter Umfragewerte kurz vor der Wahl doch noch dazu entschloss. 

Als wichtiger neuer Faktor in diesem Wahlkampf erwies sich das Fernsehen, was in Frankreich mit über sechs Millionen Empfangsgeräten bereits relativ verbreitet war. Jean Lecanuet setzte stark auf dieses neue Medium und erreichte ein zweistelliges Ergebnis. Der Rechtsaußen Tixier-Vignancour, bekannt als guter öffentlicher Redner, konnte auf dem Bildschirm weniger gut überzeugen.

## Ergebnis
De Gaulle verfehlte also deutlich die absolute Mehrheit und musste in die Stichwahl gegen François Mitterrand.
Mithin wurde Charles de Gaulle für ein Mandat von weiteren sieben Jahren im Amt bestätigt. Allerdings hatte sich gezeigt, dass auch er angreifbar war. François Mitterrand wurde durch sein gutes Ergebnis zu einem der führenden Politiker der französischen Linken.
| Kandidaten                                                                            | Kandidaten                   | Parteien                                  | 1. Wahlgang | 1. Wahlgang | 2. Wahlgang | 2. Wahlgang |
| Kandidaten                                                                            | Kandidaten                   | Parteien                                  | Stimmen     | %           | Stimmen     | %           |
| ------------------------------------------------------------------------------------- | ---------------------------- | ----------------------------------------- | ----------- | ----------- | ----------- | ----------- |
|                                                                                       | Charles de Gaulle            | Union pour la Nouvelle République         | 10.828.521  | 44,6        | 13.083.699  | 55,2        |
|                                                                                       | François Mitterrand          | Convention des institutions républicaines | 7.694.005   | 31,7        | 10.619.735  | 44,8        |
|                                                                                       | Jean Lecanuet                | Mouvement républicain populaire           | 3.777.120   | 15,6        |             |             |
|                                                                                       | Jean-Louis Tixier-Vignancour | Comités Tixier-Vignancour                 | 1.260.208   | 5,2         |             |             |
|                                                                                       | Pierre Marcilhacy            | Parti libéral européen                    | 415.017     | 1,7         |             |             |
|                                                                                       | Marcel Barbu                 | Divers droite                             | 279.685     | 1,2         |             |             |
| Gesamt                                                                                | Gesamt                       | Gesamt                                    | 24.254.556  | 100         | 23.703.434  | 100         |
|                                                                                       |                              |                                           |             |             |             |             |
| Ungültige Stimmen                                                                     | Ungültige Stimmen            | Ungültige Stimmen                         | 248.360     | 1,0         | 799.482     | 3,3         |
| Wähler                                                                                | Wähler                       | Wähler                                    | 24.502.916  | 84,8        | 24.502.916  | 84,8        |
| Wahlberechtigte                                                                       | Wahlberechtigte              | Wahlberechtigte                           | 28.910.581  |             | 28.902.704  |             |
|                                                                                       |                              |                                           |             |             |             |             |
| Quellen: Conseil constitutionnel: 1. Wahlgang, 2. Wahlgang – JORF, 1. und 2. Wahlgang |                              |                                           |             |             |             |             |